# Plaça del Portalet
La Plaça del Portalet és una plaça ubicada a Santa Coloma de Queralt.

## Descripció
S’ubica fora muralla, en la davallada que connecta el carrer Raval dels Capellans amb el carrer de Sant Roc i el carrer Indústria. Consta de dos espais diferenciats, situats en diferents nivells. El superior, de forma ovalada, consta d’una font i una cistella de basquetbol; afronta amb l'església parroquial de Santa Maria en el vessant nord i amb el passeig Joan Segura i Valls en direcció sud. Entremig, la plaça és tancada per la casa senyorial Cal Martí. El nivell inferior, utilitzat com a parc infantil, connecta amb els carrers Indústria i Portal d’en Martí.

## Denominacions
Si bé s’ha conegut tradicionalment com a “Plaça del Portalet”, en referència al Portal d’en Martí, l’espai no va rebre aquesta denominació fins a 1980. Anteriorment, surt documentada com a plaça del Fossar (1853), plaça Nova (1900), plaça Santiago Rusiñol (1931-32) i plaça Espanya (1939).Popularment, també era coneguda com a “plaça del Porcs”, atès que fins a mitjans del segle XX se’n feia compravenda cada dilluns.

## Història
En el primer terç del segle xiv, en reconvertir-se l’església romànica de Santa Coloma en un temple gòtic, la Vila va veure’s obligada a desplaçar el cementiri, originàriament ubicat a la plaça de l’església, a l’actual plaça del Portalet. A finals del segle xviii, el creixement demogràfic de la població va empènyer les autoritats a construir als ravals exteriors de la muralla; en conseqüència, el cementiri del Portalet va ser desplaçat al camí vell d’Aguiló.

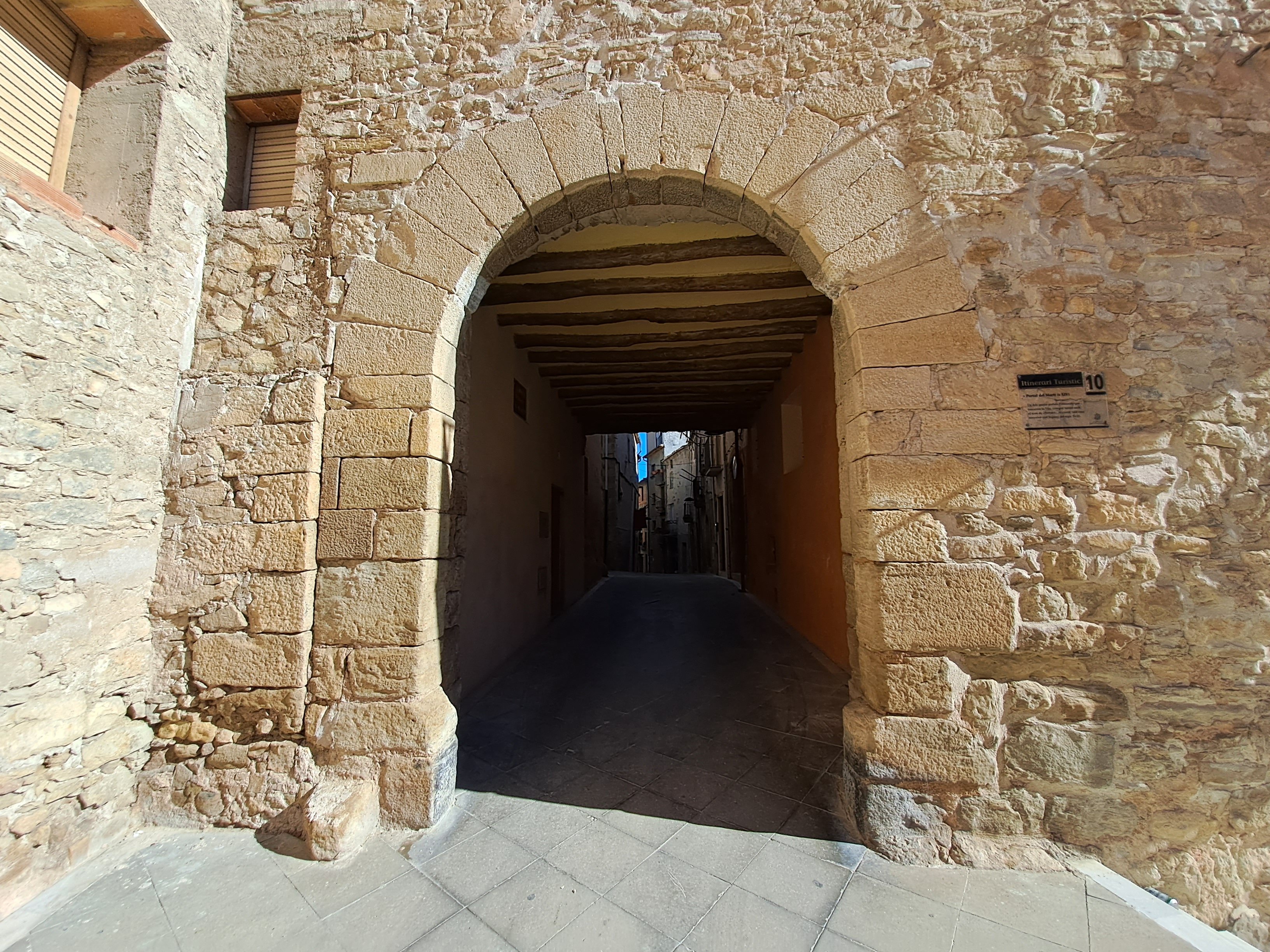
El Portal d'en Martí, de petites dimensions, dona nom a la plaça del Portalet

En les llindes de dues cases s’hi pot veure les dates 1786 i 1789 com a any de construcció. Aquesta darrera referència correspon a la casa on va néixer l’historiador Joan Segura i Valls el 30 de març de 1844, com s’indica en una placa commemorativa. La família del prevere també disposava d’una residència a la plaça del Portalet, concretament situada al Portal d’en Martí. Josep Maria Carreras defineix aquesta llar com “una casa pairal del segle xviii, amb balcons d’acer escarsers al primer pis i ondulats en el pis inferior (...). Les obertures de les golfes són fetes amb ulls de bou de forma circular”.
Segons Josep Moix Marimon, fins a principis de segle foren habituals les guerres de pedra entre dos nuclis de convilatans: els portalencs i els rapitanyos.
El 1989 va inaugurar-se a la plaça del Portalet una font en honor a mossèn Jaume Pijoan Santaeulària, en commemoració del 25è aniversari de la seva mort.